# Cynthia Luz
Cynthia Luz (nascida em 8 de janeiro de 1994 em Itajubá, Minas Gerais) é uma cantora, rapper e compositora brasileira. Fortemente associada ao Froid, gravaram diversas músicas juntos. Cynthia Luz possui a certificação 2x disco de platina pelo single "Lamentável, Pt. III" lançado juntamente com Froid.

## Biografia
Cynthia Luz nasceu em Itajubá, Minas Gerais e se mudou para São José dos Campos, onde cresceu cantando no coral da igreja, o que levou a despertar seu talento musical. Aos 15 anos, passou a se apresentar em bares no interior paulista e manteve o contato com a música até se mudar para São Paulo para buscar novas oportunidades. Começou a publicar vídeos no YouTube de covers e músicas autorais para divulgar seu trabalho, o que acabou atraindo atenção do público e de gravadoras. Sua principais influências vêm do Rap, Reggae e MPB.
Em 2016, Cynthia Luz lançou seus primeiros trabalhos profissionais, entre autorais e interpretações, como  "Com você eu fico Zen", "Vida leve", "Melodia" e "Jeito Louco". 
Em 2017, o rapper brasileiro Froid descobriu a cantora no Instagram e a convidou para colaborar em um projeto musical, o acústico de Froid pelo Casa 1 do Rap Box. Então, Froid a contratou oficialmente para fazer seu backing vocal. Cynthia Luz acompanhou o rapper pelo Brasil sendo backing vocal e, em paralelo a isso, desenvolveu seus projetos solos, incluindo uma participação em um vídeo do rapper Fabio Brazza que passou de 1 milhão de visualizações, aumentando sua notoriedade. 
Em maio de 2018, Cynthia participou do MTV Miaw fazendo uma performance com a Banda Pollo. Em setembro de, saiu na capa da Rolling Stone Brasil com a manchete "Presente & Futuro da Música", com participação de Gloria Groove, MC Loma e as Gêmeas Lacração, Cynthia Luz, Hungria Hip-Hop, Gustavo Mioto e o empresário e produtor musical Emmanuel Zunz, fundador da ONErpm.
Em 2019, Cynthia Luz foi indicada ao prêmio MTV Miaw 2019, na categoria Beat BR.
Em 2023, Cynthia Luz anunciou o fim da sua carreia, porém depois de um curto tempo optou por continuar sua jornada musical. No mesmo ano, participou do disco "Ascensão do Cisne Negro" do Major RD.
Em 2024, se apresentou no Rock in Rio ao lado de artistas como Matuê, Veigh, entre outros.

## Discos
- 2017 - Do Caos Ao Nirvana
- 2025 - MINISSAIA EP (com Carla Sol)[13]

## Videoclipes
- 2018 - Deixa Ela (Deezer Sessions)

## Prêmios
- MTV Miaw 2019 - indicada na categoria Beat BR[14]